# Natalia Dyer
Natalia Dyer (sinh ngày 13 tháng 1 năm 1995) là một nữ diễn viên người Mỹ, được biết đến chủ yếu nhờ vai diễn Nancy Wheeler trong loạt phim khoa học viễn tưởng–kinh dị của Netflix mang tên Cậu bé mất tích.